# Plectrohyla ixil
Plectrohyla ixil es una especie de anfibios de la familia Hylidae.
Habita en el oeste de Guatemala y el estado de Chiapas (México).
Sus hábitats naturales son los montanos secos y los ríos. Está amenazada de extinción por la destrucción de su hábitat natural.